# 叶云林
叶云林，河南郏县人，明朝诸生，大顺人物。
崇祯十五年（1642年），李自成、罗汝才攻克郏县，叶云林于是加入李自成部。十六年三月，李自成在襄阳建五营军制，叶云林任都尉。随即，李自成设十三卫，叶云林领六百兵守荆门。
大顺永昌二年(1644年)三月，李自成调湖广部队南下，叶云林随行。其后活动不详，或死于李自成东进作战中。